# Національний координаційний центр кібербезпеки
Національний координаційний центр кібербезпеки є робочим органом Ради національної безпеки і оборони України. Центр має забезпечити координацію діяльності суб’єктів національної безпеки і оборони України під час реалізації Стратегії кібербезпеки України, підвищити ефективність системи державного управління у формування та реалізації державної політики у сфері кібербезпеки.

## Склад
Керівником Центру за посадою є Секретар Ради національної безпеки і оборони України, секретарем – керівник структурного підрозділу Апарату Ради національної безпеки і оборони України, до відання якого віднесені питання кібербезпеки. 
Членами Центру є представники суб’єктів сектору безпеки і оборони України у сфері кібербезпеки: 
- перші заступники або заступники, до відання яких належать питання кібербезпеки:
  - Міністра оборони України,
  - начальника Генерального штабу Збройних Сил України,
  - Голови Служби безпеки України,
  - Голови Служби зовніньої розвідки України,
  - Голови Національної поліції України,
  - Голови Національного банку України (за згодою),
- начальник Головного управління розвідки Міністерства оборони України,
- начальник Управління розвідки Адміністрації Державної прикордонної служби України та
- Голова Державної служби спеціального зв’язку та захисту інформації України.

## Основні завдання
Серед основних завдань Центру: аналіз стану кібербезпеки; результатів проведення огляду національної системи кібербезпеки; стану готовності суб'єктів забезпечення кібербезпеки до виконання завдань з питань протидії кіберзагрозам; стану виконання вимог законодавства щодо кіберзахисту державних електронних інформаційних ресурсів, інформації, вимога щодо захисту якої встановлена законом, а також критичної інформаційної інфраструктури; даних про кіберінциденти стосовно державних інформаційних ресурсів в інформаційно-телекомунікаційних системах тощо.
Центр прогнозує та виявліє потенційні та реальні загрози у сфері кібербезпеки України, узагальнює міжнародний досвід у сфері забезпечення кібербезпеки; оперативне, інформаційно-аналітичне забезпечення РНБО з питань кібербезпеки.
Центр бере участь в організації і проведенні міжнаціональних і міжвідомчих кібернавчань та тренінгів, розробляє відповідні методичні документи і рекомендації.
Згідно з Положенням, Центр має право запитувати та одержувати від органів виконавчої влади, органів місцевого самоврядування, підприємств, установ і організацій статистичні дані, інформацію, довідкові та інші матеріали, необхідні для вирішення питань, що належать до його компетенції; користуватися інформаційними базами даних державних органів, державними, в тому числі урядовими, системами зв'язку і комунікацій, мережами спеціального зв'язку та іншими технічними засобами тощо.
В липні 2016 року Секретар РНБО Олександр Турчинов заявив, що:
|  | Аналіз матеріалів, які надходять на адресу Апарату РНБО України від розвідувальних органів, Служби безпеки України, Державної служби спеціального зв'язку і захисту інформації, дає підстави стверджувати, що Російська Федерація активно провадить агресивну політику не тільки на фронті на сході України, а й у кіберпросторі, яка є елементом гібридної війни проти нашої держави. Актуалізуються й інші кіберзагрози, зокрема зростає кіберзлочинність та активізується кібершпигунство. |

При цьому секретар РНБО нагадав, що саме ці проблеми покликана розв'язати нещодавно ухвалена Стратегія кібербезпеки України. Саме тому, на його думку, Національний координаційний центр кібербезпеки має стати системоутворюючим елементом всієї системи кібербезпеки та кіберзахисту України.